# باتريك كونن
باتريك كونن (بالألمانية: Patrik Kühnen) مواليد 11 فبراير 1966 في بوتلينغن، ألمانيا الغربية، هو لاعب كرة مضرب ألماني سابق بدأ مسيرته كمحترف سنة 1985 وكان يلعب باليد اليمنى، اعتزل اللعب في 1996. أعلى تصنيف له في الفردي كان المركز الـ 43 في سنة 1989.

## النهائيات

### الفردي: 2 (الألقاب 0 – الوصافة 2)
| الحصيلة | الرقم | التاريخ        | الدورة             | الأرضية | المنافس      | النتيجة       |
| ------- | ----- | -------------- | ------------------ | ------- | ------------ | ------------- |
| الوصافة | 1.    | 8 يناير 1989   | بطولة برزبين للتنس | صلبة    | مارك وودفورد | 5–7, 6–1, 5–7 |
| الوصافة | 2.    | 14 نوفمبر 1993 | كأس الكرملين       | سجاد    | مارك روسيه   | 4–6, 3–6      |

## روابط خارجية
- باتريك كونن على موقع رابطة محترفي التنس (الإنجليزية)
- باتريك كونن على موقع الاتحاد الدولي لكرة المضرب (الإنجليزية)
- باتريك كونن على موقع كأس ديفيز (الإنجليزية)
- باتريك كونن على موقع خلاصة التنس.كوم (الإنجليزية)